# Prin-Deyrançon
Prin-Deyrançon är en kommun i departementet Deux-Sèvres i regionen Nouvelle-Aquitaine i västra Frankrike. Kommunen ligger i kantonen Mauzé-sur-le-Mignon som tillhör arrondissementet Niort. År 2022 hade Prin-Deyrançon 597 invånare.

## Befolkningsutveckling
Antalet invånare i kommunen Prin-Deyrançon
| Referens: INSEE |